# Caubous (Altos Pirineos)
 Caubous  es una comuna y población de Francia, en la región de Mediodía-Pirineos, departamento de Altos Pirineos, en el distrito de Tarbes y cantón de Castelnau-Magnoac.
Está integrada en la Communauté de communes du Magnoac.

## Demografía
Su población en el censo de 1999 era de 38 habitantes.
| 51 | 71 | 64 | 46 | 40 | 38 |
| Para los censos de 1962 a 1999 la población legal corresponde a la población sin duplicidades (Fuente: INSEE [Consultar]) |    |    |    |    |    |

## Vecinos ilustres
- Hortense Bégué, escultora